# IC 1844
IC 1844 ist eine leuchtschwache Spiralgalaxie vom Hubble-Typ Sa im Sternbild Walfisch südlich der Ekliptik. Sie ist schätzungsweise 305 Millionen Lichtjahre von der Milchstraße entfernt und hat einen Durchmesser von etwa 75.000 Lichtjahren. Im selben Himmelsareal befinden sich u. a. die Galaxien NGC 1085, IC 1834, IC 1836, IC 1843.
Die Typ-Ia-Supernova SN 1995ak wurde hier beobachtet.
Das Objekt wurde am 18. Dezember 1897 vom französischen Astronomen Stéphane Javelle entdeckt.